# Hieracium canipes
Hieracium canipes es una especie de planta con flor del género Hieracium, de la familia Asteraceae, orden Asterales.

## Distribución
Hieracium canipes se distribuye por Noruega, Suecia, Finlandia y Rusia.

## Taxonomía
Fue descrita científicamente por (Almq. ex Stenstr.) Dahlst. Fue publicada en Exsicc. (Herb. Hierac. Scand.) 1: n.° 42 (1892).